# Mike Smith (Dave Clark Five)
Michael George Smith (Edmonton (Londen), 6 december 1943 – Aylesbury, Buckinghamshire, 28 februari 2008) was een Engelse zanger, songwriter en muziekproducent.
In de jaren zestig van de twintigste eeuw was Smith de zanger en toetsenist van The Dave Clark Five, een van de succesvolste popgroepen uit die tijd.

## Levensloop
Smith was enig kind van George en Maud Smith. Zijn ouders ontdekten dat hij muzikaal was en lieten hem pianolessen nemen. Hij zat enige tijd op het Trinity College of Music in Londen.
Smith ontmoette Dave Clark toen ze in hetzelfde voetbalteam speelden. In 1960 (Smith was toen zeventien en werkte bij een financieringsmaatschappij) trad Smith toe tot de ‘Dave Clark Five with Stan Saxon’, toen nog een groep van zes personen met Stan Saxon als zanger en tevens saxofonist, die jazz en dansmuziek speelde. Mike Smith speelde er piano. Alle leden van de groep hadden in het begin naast hun muzikale activiteiten nog een parttime baan.
In 1962 vertrok Saxon en bleef The Dave Clark Five over. Mike Smith bleef piano spelen, maar ging daarnaast zingen. The Dave Clark Five hadden nu de samenstelling die hen beroemd zou maken: Dave Clark (drums), Mike Smith, Lenny Davidson (sologitaar), Rick Huxley (basgitaar) en Denis Payton (saxofoon). In 1963 stapte Smith over op een elektronisch orgel in plaats van een piano. In latere jaren zou hij af en toe ook wel gitaar spelen. Dave Clark was de onbetwiste leider van de groep; de andere leden van de groep stonden bij hem op de loonlijst.
De zangstijl van Smith stond eerst onder invloed van vooral Little Richard en Elvis Presley, maar hij ontwikkelde al snel een eigen stijl. Karakteristiek voor The Dave Clark Five was een aansprekende melodie, in snel tempo gespeeld, waarbij de wat rauwe stem van Mike Smith moest opboksen tegen Dave Clarks drums en Denis Paytons saxofoon. Bij de opnamen valt het overvloedige gebruik van echo-effecten op, bijvoorbeeld in Glad All Over en Anyway You Want It.
De groep kreeg zijn eerste hitje medio 1963 met Do you love me, een nummer dat in het voorgaande jaar in de versie van The Contours een grote hit was geweest in de Verenigde Staten. Het nummer haalde de dertigste plaats in de Engelse hitparade. Tegelijkertijd haalde een versie van Brian Poole and The Tremeloes echter de eerste plaats. Vanaf dat moment bracht The Dave Clark Five nog vrijwel uitsluitend zelf geschreven materiaal uit. De meeste nummers werden geschreven door Dave Clark en Mike Smith. De andere leden droegen ook wel nummers bij, maar altijd samen met Dave Clark, die zorgde dat hij alle rechten had op zowel de nummers als de opnamen die ervan werden gemaakt.
Daarna kwam een reeks succesvolle nummers, waaronder Glad All Over (een eerste plaats in Groot-Brittannië), Bits and Pieces (de tweede plaats in Groot-Brittannië), Can't You See That She’s Mine, Because, Catch Us If You Can, Over And Over (de eerste plaats in de Verenigde Staten), You Got What It Takes en Everybody Knows (tweede in Groot-Brittannië). De groep moest er wel hard voor werken. Tussen 1964 en 1967 waren ze vaker op tournee in de VS dan in Engeland. In 1964 maakten ze ook een film, Catch Us If You Can. In de VS heette de film Having a Wild Weekend.
In 1970, toen de belangstelling voor zijn muziek nog niet voorbij was, maar wel tanende, stopte de groep. Dave Clark en Mike Smith bleven nog enkele jaren samen met anderen platenopnamen maken en traden een enkele keer op de televisie op als Dave Clark and Friends. Geen van die opnamen werd een hit.
In de volgende jaren trad Smith (afgezien van een plaat met Mike d'Abo, de vroegere zanger van Manfred Mann, in 1976) voornamelijk op als platenproducer en liedjesschrijver. Hij schreef ook jingles voor reclamespotjes. Hij was betrokken bij platenopnamen van onder andere Shirley Bassey en Michael Ball. Als zanger zong Smith mee op de platenopname van de musical Evita, maar niet bij de uitvoeringen.
In de jaren negentig vestigde hij zich in Spanje. In 2002 zette hij zette hij daar met Doug Lean (sologitaar); Curt Sandell (basgitaar) Paul Skelton (drums) en Frank Mead (saxofoon) een nieuwe groep op: Mike Smith's Rock Engine.
De groep trok volle zalen, maar het succes duurde niet lang. In september 2003 maakte Smith een fatale val toen hij over de muur van zijn tuin probeerde te klimmen. Daarbij brak hij zijn ruggengraat op drie plaatsen. Vanaf dat moment waren zijn onderlichaam en zijn rechterarm volledig verlamd. Hij werd overgebracht van Spanje naar Engeland, waar hij de volgende vier jaar doorbracht in het Stoke Mandeville Hospital in Aylesbury. Op 6 december 2007, zijn 64e verjaardag, mocht hij in een rolstoel naar een aangepaste woning in de buurt van het ziekenhuis. Inmiddels was gebleken dat hij aan zijn tijd bij The Dave Clark Five maar heel weinig had overgehouden. Vrienden van Smith, onder wie Peter Noone van Herman's Hermits, Roger Daltrey van The Who, Cliff Richard en Ringo Starr, zamelden geld in voor zijn verpleging en revalidatie. Ook The Royal Theatrical Fund deed dat, maar volgens Mike Smith had die actie hem alleen maar een bril en een televisietoestel opgeleverd en had de rest van de opbrengst hem nooit bereikt.
Zijn verblijf thuis was van korte duur. Eind februari van het volgende jaar moest hij terug naar het Stoke Mandeville Hospital wegens complicaties. Daar overleed hij op 28 februari 2008 aan een longontsteking. Elf dagen later, op 10 maart 2008, werd The Dave Clark Five opgenomen in de Rock and Roll Hall of Fame in Cleveland.

### Privéleven
Mike Smith’ eerste vrouw Jill werkte als kapster voor de Engelse koninklijke familie. Het gezin had een zoon, James. Na de scheiding leefde hij achttien jaar samen met Jane Geerts, tussen 1980 en 1998. In oktober 2001 trouwde hij met Arlene Gorek, meestal ‘Charlie’ genoemd, een oude vriendin die hij in 1999 opnieuw tegen het lijf was gelopen.
Smith’ enige zoon James kwam in juni 2003 om het leven terwijl hij aan het duiken was.